# Concacaf Gold Cup 2015
Concacaf Gold Cup 2015 var en fotbollsturnering som spelades i Kanada och USA under perioden 7–27 juli 2015. Detta var den 13:e upplagan av Concacaf Gold Cup som är Central- och Nordamerikas fotbollsmästerskap.
Mästerskapets samtliga matcher kom att spelas i USA förutom två stycken gruppspelsmatcher som spelades i Toronto, Kanada. Detta var första gången någonsin mästerskapet spelades i Kanada.
Mexiko vann mästerskapet för sjunde gången genom att besegra Jamaica med 3–1 i finalen.
Mexiko mötte 2013 års CONCACAF-mästare, USA, i en direkt avgörande match om vem som kom att representera Central- och Nordamerika i Fifa Confederations Cup 2017. Matchen spelades i oktober 2015.

## Kvalificerade länder
Tre platser i slutspelet gick till Nordamerika, därför var Nordamerikanska förbundets (NAFU) samtliga tre medlemsländer – Kanada, Mexiko och USA – direktkvalificerade. Fyra platser gick till Centralamerika (UNCAF) och fyra till Karibien (CFU). De två femteplacerade lagen i respektive Centralamerikanska och Karibiska mästerskapen möttes i playoff om en 12:e och sista plats i slutspelet.
| Nordamerika         | Kvalificerad genom...                              |
| ------------------- | -------------------------------------------------- |
| Kanada              | Direktkvalificerad, även värdland                  |
| Mexiko              | Direktkvalificerad                                 |
| USA                 | Direktkvalificerad, även värdland                  |
| Centralamerika      | Kvalificerad genom...                              |
| Costa Rica          | Förstaplats i Centralamerikanska mästerskapet 2014 |
| Guatemala           | Andraplats i Centralamerikanska mästerskapet 2014  |
| Panama              | Tredjeplats i Centralamerikanska mästerskapet 2014 |
| El Salvador         | Fjärdeplats i Centralamerikanska mästerskapet 2014 |
| Karibien            | Kvalificerad genom...                              |
| Jamaica             | Förstaplats i Karibiska mästerskapet 2014          |
| Trinidad och Tobago | Andraplats i Karibiska mästerskapet 2014           |
| Haiti               | Tredjeplats i Karibiska mästerskapet 2014          |
| Kuba                | Fjärdeplats i Karibiska mästerskapet 2014          |
| Honduras            | Vinst i playoff mot Franska Guyana                 |

## Spelplatser
| East Rutherford               | Charlotte | Atlanta | Baltimore | Philadelphia            |
| ----------------------------- | --- | --- | --- | ----------------------- |
| Metlife Stadium               | Bank of America Stadium | Georgia Dome | M&T Bank Stadium | Lincoln Financial Field |
| Kapacitet: 82 566             | Kapacitet: 74 455 | Kapacitet: 74 228 | Kapacitet: 71 008 | Kapacitet: 69 176       |
| Kvartsfinal                   | Grupp C | Semifinal | Kvartsfinal | Final                   |
|                               | | | |                         |
| Foxborough                    | Carson Glendale Frisco Houston Kansas City Chicago Toronto Atlanta Charlotte Baltimore Philadelphia East Rutherford Foxborough ChesterConcacaf Gold Cup 2015 (USA) | Carson Glendale Frisco Houston Kansas City Chicago Toronto Atlanta Charlotte Baltimore Philadelphia East Rutherford Foxborough ChesterConcacaf Gold Cup 2015 (USA) | Carson Glendale Frisco Houston Kansas City Chicago Toronto Atlanta Charlotte Baltimore Philadelphia East Rutherford Foxborough ChesterConcacaf Gold Cup 2015 (USA) | Chicago                 |
| Gillette Stadium              | Carson Glendale Frisco Houston Kansas City Chicago Toronto Atlanta Charlotte Baltimore Philadelphia East Rutherford Foxborough ChesterConcacaf Gold Cup 2015 (USA) | Carson Glendale Frisco Houston Kansas City Chicago Toronto Atlanta Charlotte Baltimore Philadelphia East Rutherford Foxborough ChesterConcacaf Gold Cup 2015 (USA) | Carson Glendale Frisco Houston Kansas City Chicago Toronto Atlanta Charlotte Baltimore Philadelphia East Rutherford Foxborough ChesterConcacaf Gold Cup 2015 (USA) | Soldier Field           |
| Kapacitet: 68 756             | Carson Glendale Frisco Houston Kansas City Chicago Toronto Atlanta Charlotte Baltimore Philadelphia East Rutherford Foxborough ChesterConcacaf Gold Cup 2015 (USA) | Carson Glendale Frisco Houston Kansas City Chicago Toronto Atlanta Charlotte Baltimore Philadelphia East Rutherford Foxborough ChesterConcacaf Gold Cup 2015 (USA) | Carson Glendale Frisco Houston Kansas City Chicago Toronto Atlanta Charlotte Baltimore Philadelphia East Rutherford Foxborough ChesterConcacaf Gold Cup 2015 (USA) | Kapacitet: 63 500       |
| Grupp A                       | Carson Glendale Frisco Houston Kansas City Chicago Toronto Atlanta Charlotte Baltimore Philadelphia East Rutherford Foxborough ChesterConcacaf Gold Cup 2015 (USA) | Carson Glendale Frisco Houston Kansas City Chicago Toronto Atlanta Charlotte Baltimore Philadelphia East Rutherford Foxborough ChesterConcacaf Gold Cup 2015 (USA) | Carson Glendale Frisco Houston Kansas City Chicago Toronto Atlanta Charlotte Baltimore Philadelphia East Rutherford Foxborough ChesterConcacaf Gold Cup 2015 (USA) | Grupp C                 |
|                               | Carson Glendale Frisco Houston Kansas City Chicago Toronto Atlanta Charlotte Baltimore Philadelphia East Rutherford Foxborough ChesterConcacaf Gold Cup 2015 (USA) | Carson Glendale Frisco Houston Kansas City Chicago Toronto Atlanta Charlotte Baltimore Philadelphia East Rutherford Foxborough ChesterConcacaf Gold Cup 2015 (USA) | Carson Glendale Frisco Houston Kansas City Chicago Toronto Atlanta Charlotte Baltimore Philadelphia East Rutherford Foxborough ChesterConcacaf Gold Cup 2015 (USA) |                         |
| Glendale                      | Carson Glendale Frisco Houston Kansas City Chicago Toronto Atlanta Charlotte Baltimore Philadelphia East Rutherford Foxborough ChesterConcacaf Gold Cup 2015 (USA) | Carson Glendale Frisco Houston Kansas City Chicago Toronto Atlanta Charlotte Baltimore Philadelphia East Rutherford Foxborough ChesterConcacaf Gold Cup 2015 (USA) | Carson Glendale Frisco Houston Kansas City Chicago Toronto Atlanta Charlotte Baltimore Philadelphia East Rutherford Foxborough ChesterConcacaf Gold Cup 2015 (USA) | Carson                  |
| University of Phoenix Stadium | Carson Glendale Frisco Houston Kansas City Chicago Toronto Atlanta Charlotte Baltimore Philadelphia East Rutherford Foxborough ChesterConcacaf Gold Cup 2015 (USA) | Carson Glendale Frisco Houston Kansas City Chicago Toronto Atlanta Charlotte Baltimore Philadelphia East Rutherford Foxborough ChesterConcacaf Gold Cup 2015 (USA) | Carson Glendale Frisco Houston Kansas City Chicago Toronto Atlanta Charlotte Baltimore Philadelphia East Rutherford Foxborough ChesterConcacaf Gold Cup 2015 (USA) | StubHub Center          |
| Kapacitet: 63 400             | Carson Glendale Frisco Houston Kansas City Chicago Toronto Atlanta Charlotte Baltimore Philadelphia East Rutherford Foxborough ChesterConcacaf Gold Cup 2015 (USA) | Carson Glendale Frisco Houston Kansas City Chicago Toronto Atlanta Charlotte Baltimore Philadelphia East Rutherford Foxborough ChesterConcacaf Gold Cup 2015 (USA) | Carson Glendale Frisco Houston Kansas City Chicago Toronto Atlanta Charlotte Baltimore Philadelphia East Rutherford Foxborough ChesterConcacaf Gold Cup 2015 (USA) | Kapacitet: 30 510       |
| Grupp C                       | Carson Glendale Frisco Houston Kansas City Chicago Toronto Atlanta Charlotte Baltimore Philadelphia East Rutherford Foxborough ChesterConcacaf Gold Cup 2015 (USA) | Carson Glendale Frisco Houston Kansas City Chicago Toronto Atlanta Charlotte Baltimore Philadelphia East Rutherford Foxborough ChesterConcacaf Gold Cup 2015 (USA) | Carson Glendale Frisco Houston Kansas City Chicago Toronto Atlanta Charlotte Baltimore Philadelphia East Rutherford Foxborough ChesterConcacaf Gold Cup 2015 (USA) | Grupp B                 |
|                               | Carson Glendale Frisco Houston Kansas City Chicago Toronto Atlanta Charlotte Baltimore Philadelphia East Rutherford Foxborough ChesterConcacaf Gold Cup 2015 (USA) | Carson Glendale Frisco Houston Kansas City Chicago Toronto Atlanta Charlotte Baltimore Philadelphia East Rutherford Foxborough ChesterConcacaf Gold Cup 2015 (USA) | Carson Glendale Frisco Houston Kansas City Chicago Toronto Atlanta Charlotte Baltimore Philadelphia East Rutherford Foxborough ChesterConcacaf Gold Cup 2015 (USA) |                         |
| Houston                       | Toronto | Frisco | Chester | Kansas City             |
| BBVA Compass Stadium          | BMO Field | Toyota Stadium | PPL Park | Sporting Park           |
| Kapacitet: 22 039             | Kapacitet: 30 000 | Kapacitet: 20 500 | Kapacitet: 18 500 | Kapacitet: 18 467       |
| Grupp B                       | Grupp B | Grupp A | Match om 3:e plats | Grupp A                 |
|                               | | | |                         |

## Gruppspel
Ettan och tvåan i varje grupp samt de två bästa treorna går vidare till utslagsspelet.
Grupplaceringarna avgörs i tur och ordning efter:
1. flest poäng
2. störst målskillnad
3. flest gjorda mål
4. flest poäng i matcher mellan berörda lag
5. lottning

### Grupp A
| Nr | Lag      | S | V | O | F | GM | IM | MS | P |
| -- | -------- | - | - | - | - | -- | -- | -- | - |
| 1  | USA      | 3 | 2 | 1 | 0 | 4  | 2  | +2 | 7 |
| 2  | Haiti    | 3 | 1 | 1 | 1 | 2  | 2  | 0  | 4 |
| 3  | Panama   | 3 | 0 | 3 | 0 | 3  | 3  | 0  | 3 |
| 4  | Honduras | 3 | 0 | 1 | 2 | 2  | 4  | −2 | 1 |

|             | 7 juli 2015 | Panama                      | 1 – 1           | Haiti             | Toyota Stadium                                            |                                                           |
| 18:00 UTC−4 | 18:00 UTC−4 | Alberto Quintero Medina 55′ | (0 – 0) Rapport | 85′ Duckens Nazon | Frisco Publik: 22 357 Domare: Henry Bejarano (Costa Rica) | Frisco Publik: 22 357 Domare: Henry Bejarano (Costa Rica) |
| 18:00 UTC−4 | 18:00 UTC−4 |                             |                 |                   | Frisco Publik: 22 357 Domare: Henry Bejarano (Costa Rica) | Frisco Publik: 22 357 Domare: Henry Bejarano (Costa Rica) |
| 18:00 UTC−4 | 18:00 UTC−4 |                             |                 |                   | Frisco Publik: 22 357 Domare: Henry Bejarano (Costa Rica) | Frisco Publik: 22 357 Domare: Henry Bejarano (Costa Rica) |

|             | 7 juli 2015 | USA                    | 2 – 1           | Honduras          | Toyota Stadium                                     |                                                    |
| 20:30 UTC−4 | 20:30 UTC−4 | Clint Dempsey 25′, 64′ | (1 – 0) Rapport | 69′ Carlos Discua | Frisco Publik: 22 357 Domare: César Ramos (Mexiko) | Frisco Publik: 22 357 Domare: César Ramos (Mexiko) |
| 20:30 UTC−4 | 20:30 UTC−4 |                        |                 |                   | Frisco Publik: 22 357 Domare: César Ramos (Mexiko) | Frisco Publik: 22 357 Domare: César Ramos (Mexiko) |
| 20:30 UTC−4 | 20:30 UTC−4 |                        |                 |                   | Frisco Publik: 22 357 Domare: César Ramos (Mexiko) | Frisco Publik: 22 357 Domare: César Ramos (Mexiko) |

|             | 10 juli 2015 | Honduras       | 1 – 1           | Panama          | Gillette Stadium                                             |                                                              |
| 18:00 UTC−4 | 18:00 UTC−4  | Andy Najar 81′ | (0 – 1) Rapport | 21′ Luis Tejada | Foxborough Publik: 46 720 Domare: Marlon Mejía (El Salvador) | Foxborough Publik: 46 720 Domare: Marlon Mejía (El Salvador) |
| 18:00 UTC−4 | 18:00 UTC−4  |                |                 |                 | Foxborough Publik: 46 720 Domare: Marlon Mejía (El Salvador) | Foxborough Publik: 46 720 Domare: Marlon Mejía (El Salvador) |
| 18:00 UTC−4 | 18:00 UTC−4  |                |                 |                 | Foxborough Publik: 46 720 Domare: Marlon Mejía (El Salvador) | Foxborough Publik: 46 720 Domare: Marlon Mejía (El Salvador) |

|             | 10 juli 2015 | USA               | 1 – 0           | Haiti | Gillette Stadium                                               |                                                                |
| 20:30 UTC−4 | 20:30 UTC−4  | Clint Dempsey 47′ | (0 – 0) Rapport |       | Foxborough Publik: 46 720 Domare: Ricardo Montero (Costa Rica) | Foxborough Publik: 46 720 Domare: Ricardo Montero (Costa Rica) |
| 20:30 UTC−4 | 20:30 UTC−4  |                   |                 |       | Foxborough Publik: 46 720 Domare: Ricardo Montero (Costa Rica) | Foxborough Publik: 46 720 Domare: Ricardo Montero (Costa Rica) |
| 20:30 UTC−4 | 20:30 UTC−4  |                   |                 |       | Foxborough Publik: 46 720 Domare: Ricardo Montero (Costa Rica) | Foxborough Publik: 46 720 Domare: Ricardo Montero (Costa Rica) |

|             | 13 juli 2015 | Haiti             | 1 – 0           | Honduras | Sporting Park                                                 |                                                               |
| 18:00 UTC−4 | 18:00 UTC−4  | Duckens Nazon 13′ | (1 – 0) Rapport |          | Kansas City Publik: 18 467 Domare: Joel Aguilar (El Salvador) | Kansas City Publik: 18 467 Domare: Joel Aguilar (El Salvador) |
| 18:00 UTC−4 | 18:00 UTC−4  |                   |                 |          | Kansas City Publik: 18 467 Domare: Joel Aguilar (El Salvador) | Kansas City Publik: 18 467 Domare: Joel Aguilar (El Salvador) |
| 18:00 UTC−4 | 18:00 UTC−4  |                   |                 |          | Kansas City Publik: 18 467 Domare: Joel Aguilar (El Salvador) | Kansas City Publik: 18 467 Domare: Joel Aguilar (El Salvador) |

|             | 13 juli 2015 | Panama         | 1 – 1           | USA                 | Sporting Park                                              |                                                            |
| 20:30 UTC−4 | 20:30 UTC−4  | Blas Pérez 34′ | (1 – 0) Rapport | 55′ Michael Bradley | Kansas City Publik: 18 467 Domare: Roberto García (Mexiko) | Kansas City Publik: 18 467 Domare: Roberto García (Mexiko) |
| 20:30 UTC−4 | 20:30 UTC−4  |                |                 |                     | Kansas City Publik: 18 467 Domare: Roberto García (Mexiko) | Kansas City Publik: 18 467 Domare: Roberto García (Mexiko) |
| 20:30 UTC−4 | 20:30 UTC−4  |                |                 |                     | Kansas City Publik: 18 467 Domare: Roberto García (Mexiko) | Kansas City Publik: 18 467 Domare: Roberto García (Mexiko) |

### Grupp B
| Nr | Lag         | S | V | O | F | GM | IM | MS | P |
| -- | ----------- | - | - | - | - | -- | -- | -- | - |
| 1  | Jamaica     | 3 | 2 | 1 | 0 | 4  | 2  | +2 | 7 |
| 2  | Costa Rica  | 3 | 0 | 3 | 0 | 3  | 3  | 0  | 3 |
| 3  | El Salvador | 3 | 0 | 2 | 1 | 1  | 2  | −1 | 2 |
| 4  | Kanada      | 3 | 0 | 2 | 1 | 0  | 1  | −1 | 2 |

|             | 11 juli 2015 | Jamaica              | 1 – 0           | Kanada | BBVA Compass Stadium                                 |                                                      |
| 17:30 UTC−4 | 17:30 UTC−4  | Rodolph Austin 90+2′ | (0 – 0) Rapport |        | Houston Publik: 22 017 Domare: Yadel Martínez (Kuba) | Houston Publik: 22 017 Domare: Yadel Martínez (Kuba) |
| 17:30 UTC−4 | 17:30 UTC−4  |                      |                 |        | Houston Publik: 22 017 Domare: Yadel Martínez (Kuba) | Houston Publik: 22 017 Domare: Yadel Martínez (Kuba) |
| 17:30 UTC−4 | 17:30 UTC−4  |                      |                 |        | Houston Publik: 22 017 Domare: Yadel Martínez (Kuba) | Houston Publik: 22 017 Domare: Yadel Martínez (Kuba) |

|             | 11 juli 2015 | Costa Rica     | 1 – 1           | El Salvador        | BBVA Compass Stadium                              |                                                   |
| 20:00 UTC−4 | 20:00 UTC−4  | Bryan Ruiz 60′ | (0 – 0) Rapport | 90+2′ Dustin Corea | Houston Publik: 22 017 Domare: Jair Marrufo (USA) | Houston Publik: 22 017 Domare: Jair Marrufo (USA) |
| 20:00 UTC−4 | 20:00 UTC−4  |                |                 |                    | Houston Publik: 22 017 Domare: Jair Marrufo (USA) | Houston Publik: 22 017 Domare: Jair Marrufo (USA) |
| 20:00 UTC−4 | 20:00 UTC−4  |                |                 |                    | Houston Publik: 22 017 Domare: Jair Marrufo (USA) | Houston Publik: 22 017 Domare: Jair Marrufo (USA) |

|             | 14 juli 2015 | Jamaica             | 1 – 0   | El Salvador | BMO Field                                               |                                                         |
| 18:00 UTC−4 | 18:00 UTC−4  | Garath McCleary 71′ | (0 – 0) |             | Toronto Publik: 16 674 Domare: Walter López (Guatemala) | Toronto Publik: 16 674 Domare: Walter López (Guatemala) |
| 18:00 UTC−4 | 18:00 UTC−4  |                     |         |             | Toronto Publik: 16 674 Domare: Walter López (Guatemala) | Toronto Publik: 16 674 Domare: Walter López (Guatemala) |
| 18:00 UTC−4 | 18:00 UTC−4  |                     |         |             | Toronto Publik: 16 674 Domare: Walter López (Guatemala) | Toronto Publik: 16 674 Domare: Walter López (Guatemala) |

|             | 14 juli 2015 | Kanada | 0 – 0   | Costa Rica | BMO Field                                                  |                                                            |
| 20:30 UTC−4 | 20:30 UTC−4  |        | Rapport |            | Toronto Publik: 16 674 Domare: Héctor Rodríguez (Honduras) | Toronto Publik: 16 674 Domare: Héctor Rodríguez (Honduras) |
| 20:30 UTC−4 | 20:30 UTC−4  |        |         |            | Toronto Publik: 16 674 Domare: Héctor Rodríguez (Honduras) | Toronto Publik: 16 674 Domare: Héctor Rodríguez (Honduras) |
| 20:30 UTC−4 | 20:30 UTC−4  |        |         |            | Toronto Publik: 16 674 Domare: Héctor Rodríguez (Honduras) | Toronto Publik: 16 674 Domare: Héctor Rodríguez (Honduras) |

### Grupp C
| Nr | Lag                 | S | V | O | F | GM | IM | MS | P |
| -- | ------------------- | - | - | - | - | -- | -- | -- | - |
| 1  | Trinidad och Tobago | 3 | 2 | 1 | 0 | 9  | 5  | +4 | 7 |
| 2  | Mexiko              | 3 | 1 | 2 | 0 | 10 | 4  | +6 | 5 |
| 3  | Kuba                | 3 | 1 | 0 | 2 | 1  | 8  | −7 | 3 |
| 4  | Guatemala           | 3 | 0 | 1 | 2 | 1  | 4  | −3 | 1 |

|             | 9 juli 2015 | Trinidad och Tobago                                  | 3 – 1           | Guatemala       | Soldier Field                                      |                                                    |
| 18:00 UTC−4 | 18:00 UTC−4 | Sheldon Bateau 10′ Cordell Cato 13′ Joevin Jones 25′ | (3 – 0) Rapport | 61′ Carlos Ruiz | Chicago Publik: 54 126 Domare: John Pitti (Panama) | Chicago Publik: 54 126 Domare: John Pitti (Panama) |
| 18:00 UTC−4 | 18:00 UTC−4 |                                                      |                 |                 | Chicago Publik: 54 126 Domare: John Pitti (Panama) | Chicago Publik: 54 126 Domare: John Pitti (Panama) |
| 18:00 UTC−4 | 18:00 UTC−4 |                                                      |                 |                 | Chicago Publik: 54 126 Domare: John Pitti (Panama) | Chicago Publik: 54 126 Domare: John Pitti (Panama) |

|             | 9 juli 2015 | Mexiko                                                                 | 6 – 0           | Kuba | Soldier Field                                              |                                                            |
| 20:30 UTC−4 | 20:30 UTC−4 | Oribe Peralta 16′, 36′, 61′ Andrés Guardado 43′ Giovani dos Santos 75′ | (4 – 0) Rapport |      | Chicago Publik: 54 126 Domare: Wálter Quesada (Costa Rica) | Chicago Publik: 54 126 Domare: Wálter Quesada (Costa Rica) |
| 20:30 UTC−4 | 20:30 UTC−4 |                                                                        |                 |      | Chicago Publik: 54 126 Domare: Wálter Quesada (Costa Rica) | Chicago Publik: 54 126 Domare: Wálter Quesada (Costa Rica) |
| 20:30 UTC−4 | 20:30 UTC−4 |                                                                        |                 |      | Chicago Publik: 54 126 Domare: Wálter Quesada (Costa Rica) | Chicago Publik: 54 126 Domare: Wálter Quesada (Costa Rica) |

|             | 12 juli 2015 | Trinidad och Tobago                  | 2 – 0           | Kuba | University of Phoenix Stadium                         |                                                       |
| 16:30 UTC−4 | 16:30 UTC−4  | Sheldon Bateau 17′ Andre Boucaud 42′ | (2 – 0) Rapport |      | Glendale Publik: 62 910 Domare: David Gantar (Kanada) | Glendale Publik: 62 910 Domare: David Gantar (Kanada) |
| 16:30 UTC−4 | 16:30 UTC−4  |                                      |                 |      | Glendale Publik: 62 910 Domare: David Gantar (Kanada) | Glendale Publik: 62 910 Domare: David Gantar (Kanada) |
| 16:30 UTC−4 | 16:30 UTC−4  |                                      |                 |      | Glendale Publik: 62 910 Domare: David Gantar (Kanada) | Glendale Publik: 62 910 Domare: David Gantar (Kanada) |

|             | 12 juli 2015 | Guatemala | 0 – 0   | Mexiko | University of Phoenix Stadium                             |                                                           |
| 19:00 UTC−4 | 19:00 UTC−4  |           | Rapport |        | Glendale Publik: 62 910 Domare: Armando Castro (Honduras) | Glendale Publik: 62 910 Domare: Armando Castro (Honduras) |
| 19:00 UTC−4 | 19:00 UTC−4  |           |         |        | Glendale Publik: 62 910 Domare: Armando Castro (Honduras) | Glendale Publik: 62 910 Domare: Armando Castro (Honduras) |
| 19:00 UTC−4 | 19:00 UTC−4  |           |         |        | Glendale Publik: 62 910 Domare: Armando Castro (Honduras) | Glendale Publik: 62 910 Domare: Armando Castro (Honduras) |

|             | 15 juli 2015 | Kuba             | 1 – 0           | Guatemala | Bank of America Stadium                                      |                                                              |
| 18:00 UTC−4 | 18:00 UTC−4  | Maikel Reyes 73′ | (0 – 0) Rapport |           | Charlotte Publik: 55 823 Domare: Elmer Bonilla (El Salvador) | Charlotte Publik: 55 823 Domare: Elmer Bonilla (El Salvador) |
| 18:00 UTC−4 | 18:00 UTC−4  |                  |                 |           | Charlotte Publik: 55 823 Domare: Elmer Bonilla (El Salvador) | Charlotte Publik: 55 823 Domare: Elmer Bonilla (El Salvador) |
| 18:00 UTC−4 | 18:00 UTC−4  |                  |                 |           | Charlotte Publik: 55 823 Domare: Elmer Bonilla (El Salvador) | Charlotte Publik: 55 823 Domare: Elmer Bonilla (El Salvador) |

|             | 15 juli 2015 | Mexiko                                                                        | 4 – 4           | Trinidad och Tobago                                              | Bank of America Stadium                            |                                                    |
| 20:30 UTC−4 | 20:30 UTC−4  | Paul Aguilar 32′ Carlos Vela 51′ Andrés Guardado 88′ Kenwyne Jones 90′ (sjm.) | (1 – 0) Rapport | 55′, 67′ Keron Cummings 58′ Kenwyne Jones 90+3′ Yohance Marshall | Charlotte Publik: 55 823 Domare: Mark Geiger (USA) | Charlotte Publik: 55 823 Domare: Mark Geiger (USA) |
| 20:30 UTC−4 | 20:30 UTC−4  |                                                                               |                 |                                                                  | Charlotte Publik: 55 823 Domare: Mark Geiger (USA) | Charlotte Publik: 55 823 Domare: Mark Geiger (USA) |
| 20:30 UTC−4 | 20:30 UTC−4  |                                                                               |                 |                                                                  | Charlotte Publik: 55 823 Domare: Mark Geiger (USA) | Charlotte Publik: 55 823 Domare: Mark Geiger (USA) |

### Rankning av tredjeplacerade lag
| Nr | Lag (grupp)     | S | V | O | F | GM | IM | MS | P |
| -- | --------------- | - | - | - | - | -- | -- | -- | - |
| 1  | Panama (A)      | 3 | 0 | 3 | 0 | 3  | 3  | 0  | 3 |
| 2  | Kuba (C)        | 3 | 1 | 0 | 2 | 1  | 8  | −7 | 3 |
| 3  | El Salvador (B) | 3 | 0 | 2 | 1 | 1  | 2  | −1 | 2 |

De två bästa grupptreorna går vidare till utslagsspelet.
Rankingen avgörs i tur och ordning efter:
1. flest poäng
2. störst målskillnad
3. flest gjorda mål
4. lottning

## Slutspel

### Slutspelsträd
|  | Kvartsfinaler       | Kvartsfinaler |         |       | Semifinaler | Semifinaler |  |  | Final | Final |
|  |                     |               |         |       |             |             |  |  |       |       |
|  |                     |               |         |       |             |             |  |  |       |       |
|  |                     |               |         |       |             |             |  |  |       |       |
|  | USA                 | 6             |         |       |             |             |  |  |       |       |
|  | USA                 | 6             |         |       |             |             |  |  |       |       |
|  | Kuba                | 0             |         |       |             |             |  |  |       |       |
|  | Kuba                | 0             | USA     | 1     |             |             |  |  |       |       |
|  |                     |               | USA     | 1     |             |             |  |  |       |       |
|  |                     | Jamaica       | 2       |       |             |             |  |  |       |       |
|  | Haiti               | Jamaica       | 2       | 0     |             |             |  |  |       |       |
|  | Haiti               |               |         | 0     |             |             |  |  |       |       |
|  | Jamaica             | 1             |         |       |             |             |  |  |       |       |
|  | Jamaica             | 1             | Jamaica | 1     |             |             |  |  |       |       |
|  |                     |               | Jamaica | 1     |             |             |  |  |       |       |
|  |                     | Mexiko        | 3       |       |             |             |  |  |       |       |
|  | Trinidad och Tobago | Mexiko        | 3       | 1 (5) |             |             |  |  |       |       |
|  | Trinidad och Tobago |               |         | 1 (5) |             |             |  |  |       |       |
|  | Panama (str.)       | 1 (6)         |         |       |             |             |  |  |       |       |
|  | Panama (str.)       | 1 (6)         | Panama  | 1     |             |             |  |  |       |       |
|  |                     |               | Panama  | 1     |             |             |  |  |       |       |
|  |                     | Mexiko (e.f.) | 2       |       | Bronsmatch  | Bronsmatch  |  |  |       |       |
|  | Mexiko (e.f.)       | Mexiko (e.f.) | 2       | 1     | Bronsmatch  | Bronsmatch  |  |  |       |       |
|  | Mexiko (e.f.)       |               |         | 1     |             |             |  |  |       |       |
|  | Costa Rica          | 0             |         |       |             |             |  |  |       |       |
|  | Costa Rica          | 0             | USA     | 1 (2) |             |             |  |  |       |       |
|  |                     |               |         |       |             |             |  |  |       |       |
|  | Panama (str.)       | 1 (3)         |         |       |             |             |  |  |       |       |
|  | Panama (str.)       | 1 (3)         |         |       |             |             |  |  |       |       |

### Kvartsfinaler
|             | 18 juli 2015 | USA                                                                                      | 6 – 0           | Kuba | M&T Bank Stadium                                             |                                                              |
| 17:00 UTC−4 | 17:00 UTC−4  | Clint Dempsey 4′, 64′ (str.), 78′ Gyasi Zardes 15′ Aron Jóhannsson 32′ Omar Gonzalez 45′ | (4 – 0) Rapport |      | Baltimore Publik: 37 994 Domare: Henry Bejarano (Costa Rica) | Baltimore Publik: 37 994 Domare: Henry Bejarano (Costa Rica) |
| 17:00 UTC−4 | 17:00 UTC−4  |                                                                                          |                 |      | Baltimore Publik: 37 994 Domare: Henry Bejarano (Costa Rica) | Baltimore Publik: 37 994 Domare: Henry Bejarano (Costa Rica) |
| 17:00 UTC−4 | 17:00 UTC−4  |                                                                                          |                 |      | Baltimore Publik: 37 994 Domare: Henry Bejarano (Costa Rica) | Baltimore Publik: 37 994 Domare: Henry Bejarano (Costa Rica) |

|             | 18 juli 2015 | Haiti | 0 – 1           | Jamaica         | M&T Bank Stadium                                             |                                                              |
| 20:00 UTC−4 | 20:00 UTC−4  |       | (0 – 1) Rapport | 6′ Giles Barnes | Baltimore Publik: 37 994 Domare: César Arturo Ramos (Mexiko) | Baltimore Publik: 37 994 Domare: César Arturo Ramos (Mexiko) |
| 20:00 UTC−4 | 20:00 UTC−4  |       |                 |                 | Baltimore Publik: 37 994 Domare: César Arturo Ramos (Mexiko) | Baltimore Publik: 37 994 Domare: César Arturo Ramos (Mexiko) |
| 20:00 UTC−4 | 20:00 UTC−4  |       |                 |                 | Baltimore Publik: 37 994 Domare: César Arturo Ramos (Mexiko) | Baltimore Publik: 37 994 Domare: César Arturo Ramos (Mexiko) |

|             | 19 juli 2015 | Trinidad och Tobago | 0000 1 – 1 (e.fl.)         | Panama | Metlife Stadium                                                    |                                                                    |
| 16:30 UTC−4 | 16:30 UTC−4  | Kenwyne Jones 53′ | (0 – 1) Rapport            | 36′ Luis Tejada | East Rutherford Publik: 74 187 Domare: Héctor Rodríguez (Honduras) | East Rutherford Publik: 74 187 Domare: Héctor Rodríguez (Honduras) |
| 16:30 UTC−4 | 16:30 UTC−4  | |                            | | East Rutherford Publik: 74 187 Domare: Héctor Rodríguez (Honduras) | East Rutherford Publik: 74 187 Domare: Héctor Rodríguez (Honduras) |
| 16:30 UTC−4 | 16:30 UTC−4  | Ataullah Guerra Sheldon Bateau Joevin Jones Mekeil Williams Kenwyne Jones Radanfah Abu Bakr Daneil Cyrus Andre Boucaud Lester Peltier | Straffsparksläggning 5 – 6 | Román Torres Gabriel Torres Erick Davis Abdiel Arroyo Armando Cooper Harold Cummings Alberto Quintero Blas Pérez Valentín Pimentel | East Rutherford Publik: 74 187 Domare: Héctor Rodríguez (Honduras) | East Rutherford Publik: 74 187 Domare: Héctor Rodríguez (Honduras) |

|             | 19 juli 2015 | Mexiko                        | 0000 1 – 0 (e.fl.) | Costa Rica | Metlife Stadium                                                 |                                                                 |
| 19:30 UTC−4 | 19:30 UTC−4  | Andrés Guardado 120+4′ (str.) | (0 – 0) Rapport    |            | East Rutherford Publik: 74 187 Domare: Walter López (Guatemala) | East Rutherford Publik: 74 187 Domare: Walter López (Guatemala) |
| 19:30 UTC−4 | 19:30 UTC−4  |                               |                    |            | East Rutherford Publik: 74 187 Domare: Walter López (Guatemala) | East Rutherford Publik: 74 187 Domare: Walter López (Guatemala) |
| 19:30 UTC−4 | 19:30 UTC−4  |                               |                    |            | East Rutherford Publik: 74 187 Domare: Walter López (Guatemala) | East Rutherford Publik: 74 187 Domare: Walter López (Guatemala) |

### Semifinaler
|             | 22 juli 2015 | USA                 | 1 – 2           | Jamaica                              | Georgia Dome                                                |                                                             |
| 18:00 UTC−4 | 18:00 UTC−4  | Michael Bradley 47′ | (0 – 2) Rapport | 30′ Darren Mattocks 35′ Giles Barnes | Atlanta Publik: 70 511 Domare: Ricardo Montero (Costa Rica) | Atlanta Publik: 70 511 Domare: Ricardo Montero (Costa Rica) |
| 18:00 UTC−4 | 18:00 UTC−4  |                     |                 |                                      | Atlanta Publik: 70 511 Domare: Ricardo Montero (Costa Rica) | Atlanta Publik: 70 511 Domare: Ricardo Montero (Costa Rica) |
| 18:00 UTC−4 | 18:00 UTC−4  |                     |                 |                                      | Atlanta Publik: 70 511 Domare: Ricardo Montero (Costa Rica) | Atlanta Publik: 70 511 Domare: Ricardo Montero (Costa Rica) |

|             | 22 juli 2015 | Panama           | 0000 1 – 2 (e.fl.) | Mexiko                                       | Georgia Dome                                     |                                                  |
| 21:00 UTC−4 | 21:00 UTC−4  | Román Torres 57′ | (0 – 0) Rapport    | 90+10′ (str.), 105+1′ (str.) Andrés Guardado | Atlanta Publik: 70 511 Domare: Mark Geiger (USA) | Atlanta Publik: 70 511 Domare: Mark Geiger (USA) |
| 21:00 UTC−4 | 21:00 UTC−4  |                  |                    |                                              | Atlanta Publik: 70 511 Domare: Mark Geiger (USA) | Atlanta Publik: 70 511 Domare: Mark Geiger (USA) |
| 21:00 UTC−4 | 21:00 UTC−4  |                  |                    |                                              | Atlanta Publik: 70 511 Domare: Mark Geiger (USA) | Atlanta Publik: 70 511 Domare: Mark Geiger (USA) |

### Bronsmatch
|             | 25 juli 2015 | USA                                                                          | 0000 1 – 1 (e.fl.)         | Panama                                                    | PPL Park                                                |                                                         |
| 16:00 UTC−4 | 16:00 UTC−4  | Clint Dempsey 70′                                                            | (0 – 0) Rapport            | 55′ Roberto Nurse                                         | Chester Publik: 12 598 Domare: Óscar Moncada (Honduras) | Chester Publik: 12 598 Domare: Óscar Moncada (Honduras) |
| 16:00 UTC−4 | 16:00 UTC−4  |                                                                              |                            |                                                           | Chester Publik: 12 598 Domare: Óscar Moncada (Honduras) | Chester Publik: 12 598 Domare: Óscar Moncada (Honduras) |
| 16:00 UTC−4 | 16:00 UTC−4  | Aron Jóhannsson Clint Dempsey Fabia Johnson Michael Bradley DaMarcus Beasley | Straffsparksläggning 2 – 3 | Román Torres Abdiel Arroyo Armando Cooper Harold Cummings | Chester Publik: 12 598 Domare: Óscar Moncada (Honduras) | Chester Publik: 12 598 Domare: Óscar Moncada (Honduras) |

### Final
|             | 26 juli 2015 | Jamaica             | 1 – 3           | Mexiko                                                 | Lincoln Financial Field                                        |                                                                |
| 20:00 UTC−4 | 20:00 UTC−4  | Darren Mattocks 78′ | (0 – 1) Rapport | 31′ Andrés Guardado 46′ Jesús Corona 60′ Oribe Peralta | Philadelphia Publik: 68 930 Domare: Joel Aguilar (El Salvador) | Philadelphia Publik: 68 930 Domare: Joel Aguilar (El Salvador) |
| 20:00 UTC−4 | 20:00 UTC−4  |                     |                 |                                                        | Philadelphia Publik: 68 930 Domare: Joel Aguilar (El Salvador) | Philadelphia Publik: 68 930 Domare: Joel Aguilar (El Salvador) |
| 20:00 UTC−4 | 20:00 UTC−4  |                     |                 |                                                        | Philadelphia Publik: 68 930 Domare: Joel Aguilar (El Salvador) | Philadelphia Publik: 68 930 Domare: Joel Aguilar (El Salvador) |

## Vinnare
| Concacaf Gold Cup 2015 |
| ---------------------- |
| Mexiko Tioende titeln  |

## Slutställning
| Nr | Lag                 | S | V | O | F | GM | IM | MS  | P  |
| -- | ------------------- | - | - | - | - | -- | -- | --- | -- |
| 1  | Mexiko              | 6 | 2 | 4 | 0 | 14 | 6  | +8  | 10 |
| 2  | Jamaica             | 6 | 4 | 1 | 1 | 8  | 6  | +2  | 13 |
| 3  | Panama              | 6 | 0 | 6 | 0 | 6  | 6  | 0   | 6  |
| 4  | USA                 | 6 | 3 | 2 | 1 | 12 | 5  | +7  | 11 |
| 5  | Trinidad och Tobago | 4 | 2 | 2 | 0 | 10 | 6  | +4  | 8  |
| 6  | Costa Rica          | 4 | 0 | 4 | 0 | 4  | 4  | 0   | 4  |
| 7  | Haiti               | 4 | 1 | 1 | 2 | 2  | 3  | −1  | 4  |
| 8  | Kuba                | 4 | 1 | 0 | 3 | 1  | 14 | −13 | 3  |
| 9  | El Salvador         | 3 | 0 | 2 | 1 | 1  | 2  | −1  | 2  |
| 10 | Kanada              | 3 | 0 | 2 | 1 | 0  | 1  | −1  | 2  |
| 11 | Honduras            | 3 | 0 | 1 | 2 | 2  | 4  | −2  | 1  |
| 12 | Guatemala           | 3 | 0 | 1 | 2 | 1  | 4  | −3  | 1  |